# Irene Gattilusio
Irene Gattilusio, nascida Eugênia Gattilusio (português brasileiro) ou Eugénia Gattilusio (português europeu), foi a imperatriz-consorte de João VII Paleólogo em 1390. Ela era filha de Francisco II de Lesbos (um neto, pelo lado materno, de Andrónico III Paleólogo) e Valentina Doria.

## Casamento
Irene se casou antes de 1397 com seu primo de segundo grau pelo lado paterno, João VII Paleólogo, que também era um bisneto de Andrónico III Paleólogo.
João VII depôs seu avô paterno, João V Paleólogo, em 1390 e governou de 14 a 17 de abril, quando João V foi restaurado ao trono. Ele conseguiu se manter como coimperador e a soberania sobre a Selímbria graças à intervenção do sultão otomano Bajazeto I. Contudo, seu avô morreu no seguinte e foi sucedido por Manuel II Paleólogo, um tio paterno. Provavelmente antes disso, João VII se casou com Irene e ela não aparece envolvida na trama.
Com o tempo, as relações entre Manuel II e João VII melhorariam. De 1399 até 1402, Manuel embarcou em uma viagem à Europa Ocidental em busca de aliados contra Bajazeto, que estava cercando Constantinopla. João VII foi encarregado do governo da capital em sua ausência e Irene já era sua esposa.
Bajazeto teve que encerrar o cerco em 1402. Tamerlão, o fundador da Dinastia timúrida, invadiu a Anatólia e obrigou o Império Otomano a se defender. A derrota do sultão na Batalha de Ancara (1402) se mostrou ser a sua última, pois ele morreu prisioneiro. Vários de seus filhos tentaram reivindicar o trono para si durante um período que ficou conhecido como "interregno otomano" (1402-1413). Divididos, os otomanos deixariam de ser uma ameaça até que a situação fosse resolvida, assegurando a sobrevivência de Constantinopla.
João VII permaneceu em controle de Constantinopla até o retorno de Manuel II, mas foi expulso da cidade no ano seguinte sob suspeita de conspirar para reconquistar o trono. João e Irene mantiveram seus títulos imperiais e criaram sua própria corte imperial em Tessalônica. Porém, João morreu em 22 de setembro de 1408. Irene sobreviveu e se retirou para Lemnos, onde se tornou freira e adotou o nome Eugênia. A Crônica de Jorge Frantzes preservou a data de sua morte e seu enterro na Igreja do Pantocrator.

## Filhos
O único filho conhecido de Irene e João VII foi Andrônico V Paleólogo, que foi co-imperador com pai em Tessalônica, mas parece ter morrido antes dele.